# Associação Atlética Luziânia
L'Associação Atlética Luziânia, meglio noto come Luziânia, è una società calcistica brasiliana con sede nella città di Luziânia. Nonostante il club abbia sede nello stato del Goiás, partecipa al Campionato Brasiliense, a causa della sua vicinanza alla città di Brasilia.

## Storia
Il club è stato fondato il 13 dicembre 1926. Il Luziânia ha partecipato al Campeonato Brasileiro Série C nel 2006, dove è stato eliminato alla prima fase.

## Palmarès

### Competizioni statali
- Campionato Brasiliense: 2

2014, 2016

### Altri piazzamenti
- Campionato Brasiliense:

Secondo posto: 1966, 2012